# Henry Ryder
Pour les articles homonymes, voir Ryder.
Henry Ryder, né le 9 novembre 1885 dans le quartier de la Muette (Paris XVIe) et mort le 27 mai 1943, est un compositeur de musique, chef d'orchestre et professeur de musique français.

## Biographie
Il est le septième d'une famille de dix enfants.
Élève de Marcel Dupré.
En 1928, à l'occasion du centième anniversaire de la mort de Schubert, la Columbia Graphophone Company lança un concours pour terminer la Symphonie «Inachevée » de Schubert. Henry Ryder remporta le premier grand prix pour la France.
En 1930, il compose pour la firme "L'étoile Film" les musiques des films "Le crime de Sylvestre Bonnard" (Anatole France) et "La Servante" de Jean Choux.
Il est membre de la SACEM.

## Œuvres complètes
- Op. 1 : En rêvant (valse lente)
- Op. 2 : La dernière Croisade (marche triomphale au retour des croisés)
- Op. 3 : Idylle danse
- Op. 4 : Extase
- Op. 5 : Boléro-Sérénade
- Op. 6 : Sais-tu
- Op. 7 : Marche printanière
- Op. 8 : Green
- Op. 9 : Les meilleurs Amours (paroles de Madame La Comtesse de Magallon)
- Op. 10 : Amoroso
- Op. 11 : Première suite d'orchestre (en 4 parties)
- Op. 12 : American Dance
- Op. 13 : Waltz of the doll (valse)
- Op. 14 : Le dernier fox trot (jazz fox trot)
- Op. 15 : En écoutant le tango
- Op. 16 : Dansons la Tarantelle
- Op. 17 : L´Éternel Rêveur (ballade)
- Op. 18 : Coquetterie
- Op. 19 : La Castillane (valse espagnole)
- Op. 20 : Méditation, Panis Angelicus pour orgue
- Op. 21 :
- Op. 22 :
- Op. 23 :
- Op. 24 : Les Noces de Marouf (caravane Fox trot)
- Op. 25 : Les Cathédrales ressuscitées - 1926
- Op. 26 : Scherzo en si mineur
- Op. 27 : Réception chez la marquise (petite fantaisie poudrée)
- Op. 28 : Le roman d'une midinette (fantaisie)